# Thénouville
Thénouville – gmina we Francji, w regionie Normandia, w departamencie Eure. W 2013 roku liczba ludności wynosiła 840 mieszkańców. 
Gmina została utworzona 1 stycznia 2017 roku z połączenia dwóch ówczesnych gmin: Bosc-Renoult-en-Roumois oraz Theillement. Siedzibą gminy została miejscowość Bosc-Renoult-en-Roumois. Dnia 1 stycznia 2018 roku połączono dwie wcześniejsze gminy: Thénouville oraz Touville. Siedzibą gminy została miejscowość Bosc-Renoult-en-Roumois, a nowa gmina przyjęła nazwę Thénouville. 